# محمد صادق فخر الإسلام
موشيه بن يوحنا عرف بعد اعتناقه الإسلام بـمحمد صادق فخر الإسلام (1844 - 1912) قس نسطوري آشوري إيراني الذي اعتنق الإسلام. 

ولد في عائلة دينية آشورية نسطورية بالأرومية. ترك كهانة وغادر مسقط رأسه إلى العراق. درس في النجف وأخذ الإجازة في الفقه الشيعي. رحب به ناصر الدين القاجاري ومنحه لقب فخر الإسلام. ردَّ المسيحين في بعض كتبه.

## مؤلفاته
له عدد من المؤلفات المذكورة في الكتب والمصادر التي ترجمت له، ومنها:
| - أنيس الأعلام في نصرة الإسلام. في مجلدين. - خلاصة الكلام في افتخار الإسلام. سبع مجلدات. - بيان الحق وصدق المطلق. ست مجلدات. - برهان المسلمين. - فارقليطا. رسالة في تحقيق معنى هذه الكلمة. - كشف الأثر في إثبات شق القمر. | - السياسة الإسلامية. - وجوب الحجاب وإثبات حرمة الشراب. - تعجيز المسيحيين. - تحفة الأريب في رد أهل الصليب. - تعيين الحدود على النصارى واليهود. - حجة الإلهيين في رد الطبيعيين. |

### وصلات خارجية
- الشيخ محمد صادق فخر الإسلام - المعجم الإسلامي

### كتب
- أعيان الشيعة. محسن الأمين، طبع بيروت - لبنان، تاريخ الطبع مفقود، منشورات دار التعارف.
- الذريعة إلى تصانيف الشيعة. آغا بزرگ الطهراني، طبع بيروت - لبنان، تاريخ الطبع مفقود، منشورات دار الأضواء.